# Blum-malom
A Blum-féle Gőzmalom Rt. egy budapesti gőzmalom volt.

## Története
A Blum-féle Gőzmalom az első Budai / Pesti gőzmalmok egyikeként épült fel 1853-ban a mai Batthyány téren, pontosabban a Fő utca – Vízivárosi plébániatemplom ( / Aranyhal u., a korban még nem létezett) – Bem rakpart  – Vám utca által határolt telken (Fő utca 37.). A létesítményt később az építtető Blum János eladta, de maga is részvényes lett az 1867-ben létrehozott Blum-féle Gőzmalom Rt.-ben. A részvénytársaság 1873-ban csődöt jelentett, 1874-tól felszámolták, a gőzmalmot pedig a legnagyobb hitelező vette át. Így 1873-tól a Magyar Általános Hitelbank egyesült gőzmalmai néven, 1897-től ugyanígy, de részvénytársasági formában működött.
A hatalmas épületet fél évszázadnál hosszabb ideig tartó működést követően, 1908 után bontották el.

### Képek
- archív felvétel
- archív felvétel